# Glenea moultoni
Glenea moultoni är en skalbaggsart som beskrevs av Aurivillius 1913. Glenea moultoni ingår i släktet Glenea och familjen långhorningar.
Artens utbredningsområde är Sarawak. Inga underarter finns listade i Catalogue of Life.